# جيمس بيريل
جيمس بيريل (بالإنجليزية: James Birrell)‏ هو مهندس معماري أسترالي، ولد في 1928 في ملبورن في أستراليا.